# Franciscushof

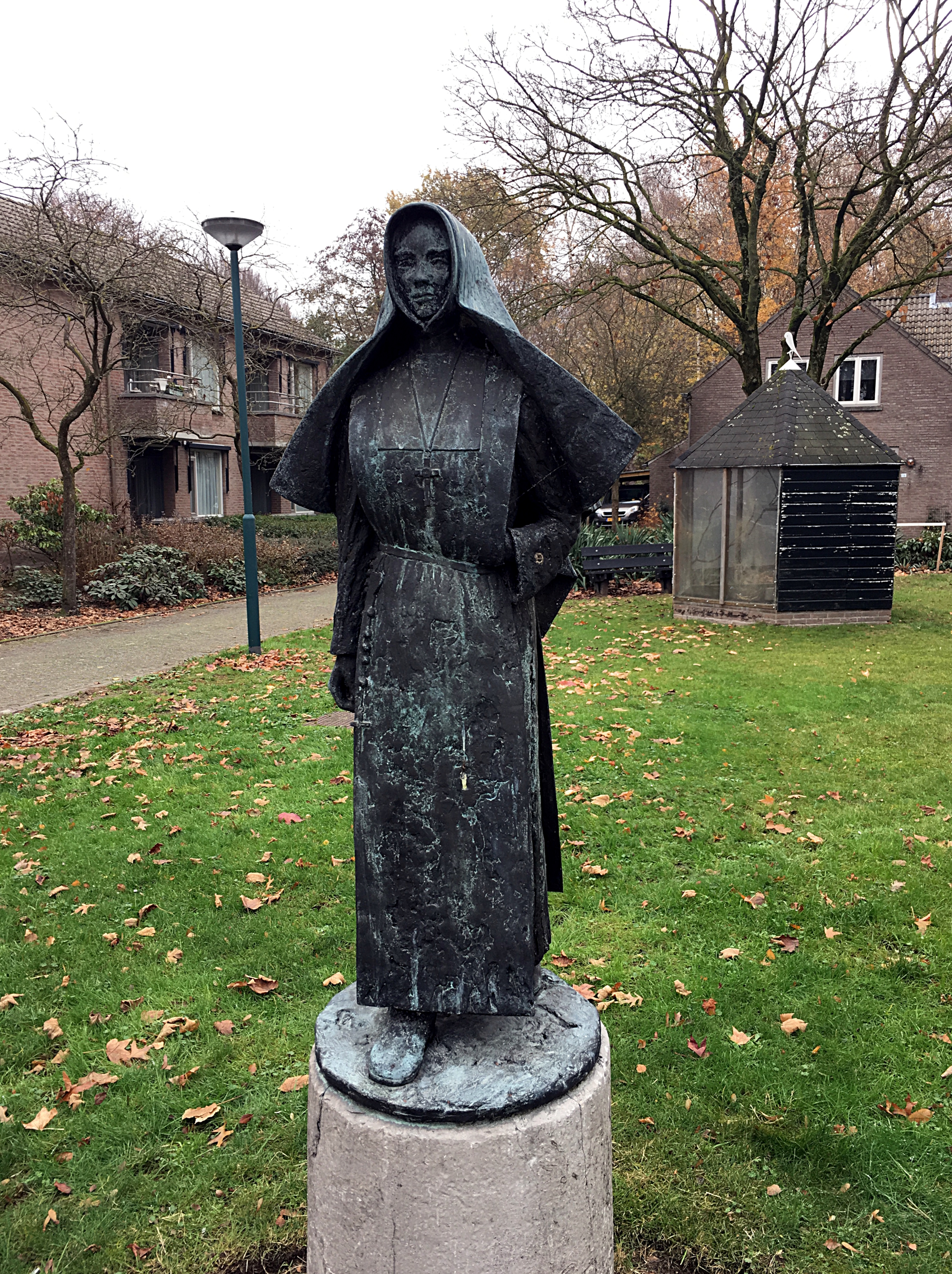
Het Nonneke

Het Franciscushof is een klein wandelpark en een zorgcentrum in de tot de Noord-Brabantse gemeente Laarbeek behorende plaats Lieshout, gelegen aan Franciscushof.

## Geschiedenis
Op 11 november 1886 werd door de Zusters van Liefde van Schijndel het Sint-Franciscus van Salesgesticht opgericht. De zusters betrokken een doktershuis. In 1899 werd een klooster annex liefdesgesticht gebouwd: een bouwwerk met onder meer een trapgevel. Het ontwerp was van J. Heijkants. Hier verzorgden de zusters armen en zieken en ook gaven ze onderricht aan meisjes.
Dit gebouw werd in 1934 afgebroken en een nieuw gebouw werd opgericht naar ontwerp van het architectenbureau van Louis Kooken en Kees de Bever. Het gebouw vertoonde stijlkenmerken van de Delftse School. Het kreeg de naam: Franciscushof.
In 1980 werd de kloostergemeenschap, door vergrijzing vanwege een gebrek aan roepingen, opgeheven. In 1985 werd het Franciscushof gesloopt en vervangen door een zorgcentrum. Het bijbehorend hofje en een achterliggend wandelparkje draagt nog steeds de naam: Franciscushof.
Een beeldje van een liefdeszuster in het hofje (1990) door Rieky Wijsbek verwijst naar de geschiedenis.